# Agricultura por ambientes
Se denomina agricultura por ambientes al manejo diferencial de un cultivo dentro de un lote o parcela agrícola. General- mente los lotes agrícolas extensivos poseen una cierta heterogeneidad debido a su topografía, génesis de suelo, manejo antrópico, etc. Por lo tanto, se producen distintos ambientes de un mismo cultivo de acuerdo a la variabilidad de las distintas zonas de la parcela. El manejo diferencial se logra con la variación en la aplicación de los insumos (fertilizantes, semillas, etc). En otras palabras, se fertiliza más las mejores áreas con mayor potencial de rendimiento pudiéndose variar también la densidad de las plantas.
También se utiliza está cualidad del suelo para uso de ambientes ideales para la forestación con especies que sean adaptables a las condiciones climáticas de la zona
Por ejemplo: en zonas con menos volumen utilizar cactus que se adaptan a las condiciones desérticas o poca agua y en las zonas más profundas árboles de raíz proporcional a la altura del árbol para mantener fijo el suelo y fomentar la interconexión de nutrientes por medio de la simbiosis de los seres vivos de la misma especie.Con esto se evitan derrumbes y mantener fresca la atmósfera para evitar problemas gases de efecto invernadero y por consecuencia el desprendimiento glaciar de los polos de la Tierra 
Gracias al calentamiento global por desequilibrio
ecológico un alternativa es usar energía renovable o autosustentable directa del sol corrientes y casacadas para no o generar gases que se forman por ejemplo en las plantas hidroeléctricas y centrales nucleares que usan combustible natural para combustión y el trabajo de turbinas alimentadas por energía alterna.

## Objetivo de la agricultura por ambientes
El principal objetivo de la utilización de la agricultura por ambientes es el manejo eficiente de los recursos. Es decir, aplicar la dosis de insumo necesaria de acuerdo a la necesidad del cultivo en cada sector o ambiente. Con esto se logra un mayor beneficio económico. Otro aspecto no menos importante, es la reducción del impacto negativo que podría deberse a la sobrefertilización en los sectores con bajo potencial de rendimiento.

## Etapas
1. Determinar las causas de la heterogeneidad: se estudian mapas de suelo, mapas de rendimiento de cosechadoras, etc. delimintándo zonas de acuerdo a diferencias significativas. El resultado es un mapa georreferenciado dónde se indican distintas áreas mediante el uso de sistemas de información geográfica (SIG o GIS en inglés).
2. Estudio a campo: se procede a observar a campo el mapa realizado y se corrige sobre el terreno de hacer falta.
3. Muestreo de suelo: Se toman muestras de suelo georreferenciadas de los distintos ambientes y se realizan análisis físicos-químicos (cantidad de nutrientes disponibles, materia orgánica, etc).
4. Diagnóstico agronómico: Teniendo en cuenta los datos del análisis físico-químico del suelo del punto anterior (lo que el suelo aporta) y la necesidad del cultivo de acuerdo a su rendimiento potencial en cada ambiente se realiza una prescripción de insumos para las distintas zonas pudiendo variar en consecuencia la densidad del cultivo, la cantidad de fertilizante, etc.
5. Implementación: La maquinaria agrícola, mediante el uso de la agricultura de precisión, varía las dosis de acuerdo a lo establecido en el punto anterior.